# Río Catamayo
El río Catamayo es un río de Ecuador. Es uno de los ríos más importantes de la Provincia de Loja. Desemboca en el Océano Pacífico.